# André Cournand
André Frédéric Cournand (Paris, 24 de Setembro de 1895 — Condado de Berkshire, 19 de Fevereiro de 1988) foi um fisiologista francês naturalizado cidadão dos Estados Unidos.
Foi agraciado, junto com Werner Forßmann e Dickinson Richards, com o Nobel de Fisiologia ou Medicina de 1956, por  realizar pesquisas com cateterismo, que revolucionaram as pesquisas sobre doenças cardíacas. 